# Mauro Dutto
Mauro Dutto (Viareggio, 25 aprile 1941 – Roma, 26 novembre 1992) è stato un politico e giornalista italiano.

## Biografia
Laureato in scienze politiche, è giornalista Rai al TG2 fino al 1979. 
Avvicinatosi alla politica in giovane età, fu collaboratore di Giorgio La Malfa, divenne responsabile dell'ufficio cultura del Partito Repubblicano Italiano. Nel 1979 viene eletto per la prima volta alla Camera dei Deputati, confermando il proprio seggio anche alle elezioni del 1983, del 1987 e del 1992. 
Morì per un male incurabile nel novembre del 1992, da parlamentare in carica: fu sostituito a Montecitorio da Ottavio Lavaggi.